# Techrules
 (novembre 2023).
Si vous disposez d'ouvrages ou d'articles de référence ou si vous connaissez des sites web de qualité traitant du thème abordé ici, merci de compléter l'article en donnant les références utiles à sa vérifiabilité et en les liant à la section « Notes et références ».

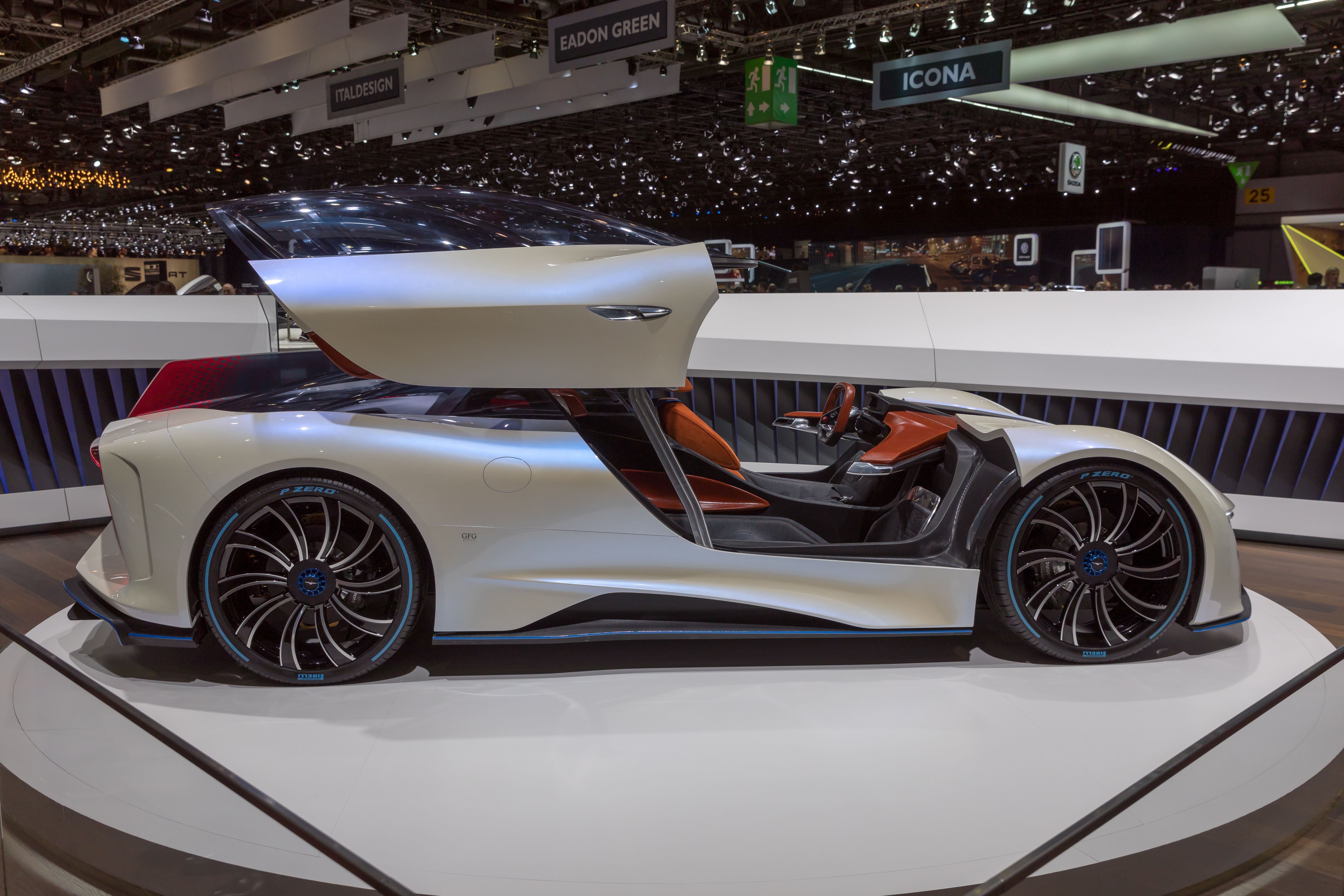
Techrules Ren.

Techrules (en chinois : 泰克鲁斯·腾风) est un constructeur automobile chinois spécialisé dans la recherche et développement de voitures de sport,.